# Lappodiamesa brundini
Lappodiamesa brundini är en tvåvingeart som beskrevs av Serra-tosio 1968. Lappodiamesa brundini ingår i släktet Lappodiamesa och familjen fjädermyggor. Inga underarter finns listade i Catalogue of Life.